# Hermeuptychia canthe
Hermeuptychia canthe är en fjärilsart som beskrevs av Jacob Hübner 1806. Hermeuptychia canthe ingår i släktet Hermeuptychia och familjen praktfjärilar. Inga underarter finns listade i Catalogue of Life.